# Oeolyce
Oeolyce, Oiolyke ou Oiolyka (en grec ancien : Οἰολύκη), également Deilyke (Δειλύκη), est une nymphe marine de la mythologie grecque, fille de Briarée et de Cymopolée. 

## Étymologie
Le nom d'Oeolyce signifie "Loup solitaire", des mots grecs oios signifiant "seul", "solitaire" et lykos (λύκος) signifiant "loup". Cela décrit peut-être les mâchoires d'une grande vague déferlante générée par ses parents orageux - le géant des tempêtes Briarée et la déesse des vagues de tempêtes Cymopolée. 

## Famille
Oeolyce est la fille de l'hécatonchires Briarée et de la déesse des tempêtes Cymopolée, une fille de Poséidon et Amphitrite.
Elle a pour sœur la nymphe Ætna et pour frère  Sicanos (it), un roi de Sicile.

## Mythe
D'après une scholie d'Apollonios de Rhodes du 6e siècle avant notre ère, elle aurait, selon Ibycos, été la propriétaire de la ceinture des reines des amazones, qu'Héraclès dut aller chercher lors du neuvième de ses travaux, et qui est par ailleurs attribuée à Hippolyte :
"Il y a beaucoup d'histoires sur la ceinture, certains disent qu'elle appartenait à Hippolyte, d'autres à Deilyka. Ibycos est le seul à dire qu'elle appartenait à Oeolyce, fille de Briarée".